# Liste der Bodendenkmale in Buchholz in der Nordheide
In der Liste der Bodendenkmale in Buchholz in der Nordheide sind alle Bodendenkmale der niedersächsischen Gemeinde Buchholz in der Nordheide aufgelistet. Die Quelle ist der Denkmalatlas Niedersachsen. Der Stand der Liste ist der 23. Oktober 2024.

## Allgemein
In den Spalten finden sich folgende Informationen des Bodendenkmales :
- Lage        : geographische Koordinaten
- Bezeichnung : Bezeichnung lt. Denkmalatlas
- Beschreibung: Beschreibung lt. Denkmalatlas
- ID          : Objekt-ID
- Bild        : Bild, ggf. zusätzlich mit Link zu weiteren Fotos im Medienarchiv Wikimedia Commons.

## Buchholz
| Lage                        | Bezeichnung                      | Beschreibung | ID       | Bild |
| --------------------------- | -------------------------------- | --- | -------- | ---- |
| 53° 20′ 51″ N, 9° 54′ 6″ O  | Buchholz (Nordh.) 72, Grabhügel  | Oval, etwa Nord-Süd orientiert mit Kuppenmulde. Länge 18 m, Breite 12 m bei 1,5 m erhaltene Höhe.                                             | 28959147 | BW   |
| 53° 20′ 43″ N, 9° 54′ 4″ O  | Buchholz (Nordh.) 73, Grabhügel  | Flach mit Eingrabung in der Mitte und Störungen durch Tierbaue. Durchmesser 12 m, erhaltene Höhe 0,6 m.                                       | 28959149 | BW   |
| 53° 20′ 42″ N, 9° 54′ 3″ O  | Buchholz (Nordh.) 74, Grabhügel  | Sanft gewölbt mit Störungen durch Tierbaue. Durchmesser 15 m, erhaltene Höhe 1 m.                                                             | 28959255 | BW   |
| 53° 20′ 44″ N, 9° 54′ 7″ O  | Buchholz (Nordh.) 75, Grabhügel  | Rund mit abgeflachter Kuppe. Durchmesser 16 m, erhaltene Höhe 1,2 m.                                                                          | 28959256 | BW   |
| 53° 20′ 46″ N, 9° 54′ 10″ O | Buchholz (Nordh.) 76, Grabhügel  | Rund mit Steinablegungen am östlichen Rand. Durchmesser 10 m, erhaltene Höhe 1 m.                                                             | 28959257 | BW   |
| 53° 20′ 56″ N, 9° 53′ 57″ O | Buchholz (Nordh.) 100, Grabhügel | Kräftig gewölbt mit kleiner Eingrabung. Durchmesser 10 m, erhaltene Höhe 0,8 m.                                                               | 28957406 | BW   |
| 53° 21′ 1″ N, 9° 54′ 4″ O   | Buchholz (Nordh.) 101, Grabhügel | Rund, Oberfläche durch Tierbaue zerwühlt. Durchmesser 10 m, erhaltene Höhe 0,6 m.                                                             | 28957407 | BW   |
| 53° 21′ 12″ N, 9° 53′ 26″ O | Buchholz (Nordh.) 102, Grabhügel | Ehemals rundlich. Westseite stark überpflügt und obertägig abgetragen. Zentral eine große Eingrabung. Durchmesser 10 m, erhaltene Höhe 0,5 m. | 28957408 | BW   |
| 53° 21′ 12″ N, 9° 53′ 27″ O | Buchholz (Nordh.) 103, Grabhügel | Rund, sehr zerwühlt. Südseite angegraben. Durchmesser 2 m, erhaltene Höhe 0,7 m.                                                              | 28957409 | BW   |
| 53° 19′ 56″ N, 9° 54′ 36″ O | Buchholz (Nordh.) 106, Grabhügel | Breit gewölbt, Durchmesser ,15 m und 1,2 m erhaltene Höhe.                                                                                    | 28957410 | BW   |
| 53° 19′ 46″ N, 9° 54′ 33″ O | Buchholz (Nordh.) 107, Grabhügel | Wuchtig, Durchmesser 15 m und 1,4 m erhaltene Höhe.                                                                                           | 28957411 | BW   |
| 53° 19′ 44″ N, 9° 54′ 33″ O | Buchholz (Nordh.) 108, Grabhügel | Flach gewölbt, Durchmesser 10 m und erhaltene Höhe 0,6 m.                                                                                     | 28957412 | BW   |
| 53° 19′ 35″ N, 9° 54′ 32″ O | Buchholz (Nordh.) 110, Grabhügel | Sanft gewölbt, beiderseits durch tiefe Nord-Süd ausgerichtete historische Wegespuren begrenzt. Durchmesser 10 m, erhaltene Höhe 0,8 m.        | 28957413 | BW   |
| 53° 19′ 35″ N, 9° 54′ 30″ O | Buchholz (Nordh.) 111, Grabhügel | | 28957414 | BW   |
| 53° 19′ 56″ N, 9° 55′ 14″ O | Buchholz (Nordh.) 140, Grabhügel | Annähernd rund, Durchmesser ca. 11 m und bis 0,5 m erhaltene Höhe.                                                                            | 28977363 | BW   |
| 53° 19′ 35″ N, 9° 54′ 26″ O | Buchholz (Nordh.) 142, Grabhügel | Kräftig gewölbt, wuchtig, Durchmesser 15 m, erhaltene Höhe 1,4 m.                                                                             | 28957529 | BW   |
| 53° 20′ 33″ N, 9° 52′ 12″ O | Buchholz (Nordh.) 217, Grabhügel | Klein, Südwesthälfte abgetragen. Durchmesser 8 m, erhaltene Höhe 0,6 m.                                                                       | 28957651 | BW   |
| 53° 20′ 33″ N, 9° 52′ 14″ O | Buchholz (Nordh.) 220, Grabhügel | Klein, flach, Durchmesser 5 m und erhaltenen Höhe 0,2 m.                                                                                      | 28957652 | BW   |
| 53° 20′ 58″ N, 9° 53′ 57″ O | Buchholz (Nordh.) 282, Grabhügel | | 28957656 | BW   |
| 53° 20′ 0″ N, 9° 54′ 39″ O  | Buchholz (Nordh.) 287, Grabhügel | Rund, oben flach, mit steilem Rand. Im Osten eine, im Westen zahlreiche tiefe Wegespuren. Durchmesser 8 m, erhaltene Höhe 0,6 m.              | 28957658 | BW   |
| 53° 20′ 0″ N, 9° 54′ 39″ O  | Buchholz (Nordh.) 288, Grabhügel | | 28957659 | BW   |
| 53° 19′ 38″ N, 9° 54′ 29″ O | Buchholz (Nordh.) 289, Grabhügel | Rund, verflacht, Durchmesser 12 Meter und 0,6 Meter erhaltene Höhe.                                                                           | 28957662 | BW   |
| 53° 20′ 32″ N, 9° 52′ 3″ O  | Buchholz (Nordh.) 297, Grabhügel | Sehr kleiner, flacher Buckelhügel. Durchmesser 3 m, erhaltene Höhe 0,2 m.                                                                     | 28951522 | BW   |
| 53° 19′ 14″ N, 9° 54′ 19″ O | Buchholz (Nordh.) 408, Grabhügel | | 28957670 | BW   |
| 53° 19′ 14″ N, 9° 54′ 20″ O | Buchholz (Nordh.) 409, Grabhügel | Kräftig gewölbt mit Eingrabung in der Mitte. Durchmesser 12 m, erhaltene Höhe 1,4 m.                                                          | 28957661 | BW   |
| 53° 19′ 14″ N, 9° 54′ 20″ O | Buchholz (Nordh.) 410, Grabhügel | Eingrabung in der Mitte. Durchmesser 15 m, erhaltene Höhe 1,7 m.                                                                              | 28957672 | BW   |
| 53° 16′ 45″ N, 9° 52′ 6″ O  | Buchholz (Nordh.) 501, Grabhügel | Kräftig gewölbt, leicht angegraben. Durchmesser 12 m, erhaltene Höhe 1,2 m.                                                                   | 28959776 | BW   |

### Buchholz (Nordh.) 61
- ID:28959138
- Grabhügelfeld

| Lage                        | Bezeichnung          | Beschreibung | ID       | Bild |
| --------------------------- | -------------------- | --- | -------- | ---- |
| 53° 20′ 45″ N, 9° 52′ 29″ O | Buchholz (Nordh.) 61 | Breit, Dm. 12 m und erhaltene Höhe 0,8 m. In der Mitte eine alte Eingrabung und an Ostseite eine tiefe Wegespur.                                                           | 28959247 | BW   |
| 53° 20′ 45″ N, 9° 52′ 28″ O | Buchholz (Nordh.) 62 | Breit gewölbt, Dm. 15 m und erhaltene Höhe 0,9 m. Verschiedene Beschädigungen nach einer Durchforstung 2006 wurden restauriert.                                            | 28959248 | BW   |
| 53° 20′ 45″ N, 9° 52′ 26″ O | Buchholz (Nordh.) 63 | Oval, wuchtig, Länge 15 m, Breite 10 m und erhaltene Höhe 0,9 m. Hügelkörper steigt von SSO nach NNW an, ohne Eingrabungen.                                                | 28959249 | BW   |
| 53° 20′ 46″ N, 9° 52′ 26″ O | Buchholz (Nordh.) 64 | Gleichmäßig gewölbt, Dm. 15 m, erhaltene Höhe 1,2 m. | 28959151 | BW   |
| 53° 20′ 46″ N, 9° 52′ 25″ O | Buchholz (Nordh.) 65 | Sanft gewölbt, Dm. 15 m, erhaltene Höhe 0,8 m. Eine kleine Eingrabung stört die Mitte.                                                                                     | 28959250 | BW   |
| 53° 20′ 47″ N, 9° 52′ 25″ O | Buchholz (Nordh.) 66 | Sanft gewölbt, Dm. ca. 10 m. Große quadratische Eingrabung in der Mitte (3 × 3 m) war mit modernem Müll verfüllt und reichte mit 1,2 m Tiefe bis in den anstehenden Boden. | 28959251 | BW   |
| 53° 20′ 47″ N, 9° 52′ 25″ O | Buchholz (Nordh.) 67 | Flach und im Gelände schlecht zu erkennen. Rund, oben flach mit steilem Rand. Dm. noch 10 m, erhaltene Höhe 1 m. Eine alte Eingrabung deutlich zu erkennen.                | 28959252 | BW   |
| 53° 20′ 46″ N, 9° 52′ 26″ O | Buchholz (Nordh.) 70 | Klein, Dm. 7 m und erhaltene Höhe 0,6 m. | 28959253 | BW   |
| 53° 20′ 47″ N, 9° 52′ 30″ O | Buchholz (Nordh.) 71 | Sehr flach, aber deutlich abgesetzt. Dm. 8 m, erhaltene Höhe 0,6 m. Eine alte Eingrabung stört die Mitte.                                                                  | 28959254 | BW   |

### Buchholz (Nordh.) 78
- ID:28959144
- Grabhügelfeld

| Lage                        | Bezeichnung           | Beschreibung | ID       | Bild |
| --------------------------- | --------------------- | --- | -------- | ---- |
| 53° 20′ 44″ N, 9° 53′ 42″ O | Buchholz (Nordh.) 78  | Breit, flach, zerwühlt mit eingesunkener Mitte, vermutlich durch Tierbaue. Südlich und nördlich tief eingeschnittene alte Wegespuren. Durchmesser 15 m, erhaltene Höhe 0,8 m. | 28959258 | BW   |
| 53° 20′ 44″ N, 9° 53′ 45″ O | Buchholz (Nordh.) 79  | Groß, wuchtig. Zentral eine sehr große und tiefe Eingrabung (3 m Durchmesser, 1 m Tiefe). Kuppe wirkt, wahrscheinlich durch den Aushub, sehr unregelmäßig. Durchmesser 15 m, erhaltene Höhe 1,6 m.                                                                                  | 28959259 | BW   |
| 53° 20′ 43″ N, 9° 53′ 46″ O | Buchholz (Nordh.) 80  | Groß, wuchtig. Auf Kuppe eine alte, tiefe Trichterung. Durchmesser 13 m, erhaltene Höhe 1,4 m. | 28959260 | BW   |
| 53° 20′ 44″ N, 9° 53′ 46″ O | Buchholz (Nordh.) 81  | Groß, kräftig gewölbt. Im Zentralbereich rinnenartige Störung (1 × 4 m) und im südwestlichen Saum Einkuhlung (Baumwurfgrube?). Durchmesser 15 m, erhaltene Höhe 1,5 m. | 28959261 | BW   |
| 53° 20′ 43″ N, 9° 53′ 48″ O | Buchholz (Nordh.) 82  | Groß mit sehr großer Eingrabung in der Mitte (2–3 m Durchmesser). Südlicher Hügelfuss durch ehemalige Beackerung abgetragen. Entlang des nördlichen Hügelsaums tiefe Rinne eines historischen Wegespurensystems, hier auch tiefer Baumwurf. Durchmesser 15 m, erhaltene Höhe 1,6 m. | 28959262 | BW   |
| 53° 20′ 43″ N, 9° 53′ 49″ O | Buchholz (Nordh.) 83  | Restauriert, oben abgeflacht, mittelmäßig hoch und wirkt im Vergleich zu den anderen Hügeln weniger wuchtig. Oberfläche zerwühlt. Durchmesser Hügels 12 m, erhaltene Höhe 1,1 m. | 28951485 | BW   |
| 53° 20′ 43″ N, 9° 53′ 50″ O | Buchholz (Nordh.) 84  | Hochgewölbt mit Kuppenmulde. Westseite durch Abgrabung stark verändert und verschmälert. Durchmesser 12 m, erhaltene Höhe 1,5 m. | 28959263 | BW   |
| 53° 20′ 42″ N, 9° 53′ 50″ O | Buchholz (Nordh.) 85  | Mittelgroß, wuchtig. Alte kleine Trichterung auf der Kuppe sichtbar, Südseite angepflügt. Durchmesser 12 m, erhaltene Höhe 1,0 m. | 28959264 | BW   |
| 53° 20′ 42″ N, 9° 53′ 51″ O | Buchholz (Nordh.) 86  | Flach mit alter Eingrabung in der Mitte und verflachter Kuppe. Südseite teilweise abgegraben, dort Rinne entlang des Waldrands (alter Grenzgraben?). Durchmesser 10 m, erhaltene Höhe 0,7 m.                                                                                        | 28959265 | BW   |
| 53° 20′ 41″ N, 9° 53′ 52″ O | Buchholz (Nordh.) 87  | Mittelgroß, breit gewölbt. Zentral alte Eingrabung. West- und Ostseite durch ehemalige Beackerung abgegraben und daher sehr steil. Randlich mehrere Baumwurfgruben. Durchmesser 12 m, erhaltene Höhe 1,2 m.                                                                         | 28959266 | BW   |
| 53° 20′ 41″ N, 9° 53′ 54″ O | Buchholz (Nordh.) 88  | Oval, etwas unförmig, wuchtig, An Nordseite eine alte Eingrabung, Oberfläche stark zerwühlt. Südseite angeschnitten. 15 m Länge, 12 m Breite und 1,3 m Höhe. | 28959267 | BW   |
| 53° 20′ 40″ N, 9° 53′ 54″ O | Buchholz (Nordh.) 89  | Sehr wuchtig, Flanken und Kuppe recht stark zerwühlt. Alter Ausbruchsgraben um den Hügelfuss. An Südseite Hügelsaum bis zum Ausbruchsgraben abgepflügt. Durchmesser 15 m, erhaltene Höhe 1,4 m.                                                                                     | 28959268 | BW   |
| 53° 20′ 37″ N, 9° 53′ 58″ O | Buchholz (Nordh.) 90  | Breit mit eingesunkener, etwas zerwühlter Kuppe. Durchmesser 15 m, erhaltene Höhe 1,1 m. | 28959269 | BW   |
| 53° 20′ 36″ N, 9° 53′ 58″ O | Buchholz (Nordh.) 91  | Mittelgroß, zerwühlt mit verflachter, wahrscheinlich getrichterter Kuppe. Über den Hügel in Nordwest-Südost-Richtung alte flache Rinne (Grenzgraben?).Durchmesser 15 m, erhaltene Höhe 1,2 m.                                                                                       | 28959270 | BW   |
| 53° 20′ 35″ N, 9° 53′ 58″ O | Buchholz (Nordh.) 92  | Wuchtig, mittelgroß, im Norden etwas angegraben. Über die Kuppe scheinbar alte Fahrspur. Südseite etwas zerwühlt. Durchmesser 15 m, erhaltene Höhe 1,5 m. | 28959271 | BW   |
| 53° 20′ 34″ N, 9° 54′ 0″ O  | Buchholz (Nordh.) 93  | Wuchtig mit alter Eingrabung, Hügelfuss im Nordwesten durch Waldweg angeschnitten. Im südlichen Hügelfuß ein tiefes Loch, darin mehrere faustgroße Feldsteine die evtl. auf einem Steinkranz hinweisen. Durchmesser 15 m, erhaltene Höhe 1,4 m.                                     | 28959272 | BW   |
| 53° 20′ 33″ N, 9° 54′ 2″ O  | Buchholz (Nordh.) 94  | Sanft gewölbt, am Nordostrand ein Grenzgraben. Durchmesser 10 m, erhaltene Höhe 0,6 m. | 28959273 | BW   |
| 53° 20′ 32″ N, 9° 53′ 59″ O | Buchholz (Nordh.) 95  | Breit gewölbt mit eingesunkener Mitte. Durchmesser 15 m, erhaltene Höhe 1,3 m. | 28957403 | BW   |
| 53° 20′ 31″ N, 9° 53′ 59″ O | Buchholz (Nordh.) 96  | Sehr wuchtige, Über die Mitte ein tief ausgetretener Fußpfad. Durchmesser 17 m, erhaltene Höhe 1,5 m. | 28957404 | BW   |
| 53° 20′ 31″ N, 9° 53′ 56″ O | Buchholz (Nordh.) 97  | Flach mit alter Eingrabung in der Mitte. Ausgetretener Fußpfad über den Hügel. Durchmesser 15 m, erhaltene Höhe 0,7 m. | 28957405 | BW   |
| 53° 20′ 42″ N, 9° 53′ 56″ O | Buchholz (Nordh.) 281 | Annähernd rund, Ostrand durch tiefen Graben angeschnitten, Oberfläche durch Tierbaue gestört. Durchmesser 9 m, erhaltene Höhe 0,8 m. | 28957657 | BW   |
| 53° 20′ 43″ N, 9° 53′ 50″ O | Buchholz (Nordh.) 292 | Rund mit Kuppenmulde, Westseite scheint durch Abgrabung stark verändert und verschmälert. Durchmesser 9 Meter, erhaltene Höhe bis zu 1,4 Meter. | 28957663 | BW   |

### Buchholz (Nordh.) 113
- ID:28959146
- Grabhügelfeld

| Lage                        | Bezeichnung           | Beschreibung | ID       | Bild |
| --------------------------- | --------------------- | --- | -------- | ---- |
| 53° 19′ 29″ N, 9° 54′ 27″ O | Buchholz (Nordh.) 113 | | 28957415 | BW   |
| 53° 19′ 29″ N, 9° 54′ 28″ O | Buchholz (Nordh.) 114 | Kleiner flacher Buckelhügel, Durchmesser 4 m und 0,3 m erhaltene Höhe.                                               | 28957416 | BW   |
| 53° 19′ 29″ N, 9° 54′ 28″ O | Buchholz (Nordh.) 115 | Kleiner flacher Buckelhügel, Durchmesser 4 m und 0,3 m erhaltene Höhe.                                               | 28957419 | BW   |
| 53° 19′ 29″ N, 9° 54′ 28″ O | Buchholz (Nordh.) 116 | Kleiner flacher Buckelhügel, Durchmesser 4 m und 0,3 m erhaltene Höhe.                                               | 28957419 | BW   |
| 53° 19′ 29″ N, 9° 54′ 28″ O | Buchholz (Nordh.) 117 | Kleiner flacher Buckelhügel, Durchmesser 4 m und 0,3 m erhaltene Höhe.                                               | 28957420 | BW   |
| 53° 19′ 29″ N, 9° 54′ 28″ O | Buchholz (Nordh.) 118 | Kleiner flacher Buckelhügel, Durchmesser 4 m und 0,3 m erhaltene Höhe.                                               | 28957421 | BW   |
| 53° 19′ 28″ N, 9° 54′ 29″ O | Buchholz (Nordh.) 119 | | 28957422 | BW   |
| 53° 19′ 27″ N, 9° 54′ 27″ O | Buchholz (Nordh.) 120 | Kleiner flacher Buckelhügel, Durchmesser 4 m und 0,3 m erhaltene Höhe.                                               | 28957423 | BW   |
| 53° 19′ 28″ N, 9° 54′ 26″ O | Buchholz (Nordh.) 121 | Klein, rund, Durchmesser 6 m und 0,5 erhaltene Höhe.                                                                 | 28957424 | BW   |
| 53° 19′ 28″ N, 9° 54′ 26″ O | Buchholz (Nordh.) 122 | Kleiner flacher Buckelhügel, Durchmesser 4 m und 0,3 m erhaltene Höhe.                                               | 28957425 | BW   |
| 53° 19′ 27″ N, 9° 54′ 25″ O | Buchholz (Nordh.) 123 | Kleiner, flacher Buckelhügel, Durchmesser 3 m und 0,25 m erhaltene Höhe.                                             | 28957426 | BW   |
| 53° 19′ 27″ N, 9° 54′ 27″ O | Buchholz (Nordh.) 124 | Kleiner, flacher Buckelhügel, Durchmesser 4 m und 0,3 m erhaltene Höhe.                                              | 28957427 | BW   |
| 53° 19′ 28″ N, 9° 54′ 25″ O | Buchholz (Nordh.) 125 | | 28957428 | BW   |
| 53° 19′ 26″ N, 9° 54′ 27″ O | Buchholz (Nordh.) 126 | | 28957428 | BW   |
| 53° 19′ 27″ N, 9° 54′ 25″ O | Buchholz (Nordh.) 127 | | 28957527 | BW   |
| 53° 19′ 27″ N, 9° 54′ 28″ O | Buchholz (Nordh.) 128 | Kleiner Buckelhügel, Durchmesser 3 m und 0,25 m erhaltene Höhe.                                                      | 28957528 | BW   |
| 53° 19′ 27″ N, 9° 54′ 29″ O | Buchholz (Nordh.) 129 | Kleiner Buckelhügel, Durchmesser 4 m und 0,3 m erhaltene Höhe.                                                       | 28957417 | BW   |
| 53° 19′ 27″ N, 9° 54′ 29″ O | Buchholz (Nordh.) 401 | Rund mit alter Eingrabung in der Mitte. Grenzgraben schneidet die Nordseite. Durchmesser 12 m, erhaltene Höhe 1,2 m. | 28957660 | BW   |
| 53° 19′ 26″ N, 9° 54′ 29″ O | Buchholz (Nordh.) 402 | | 28957664 | BW   |
| 53° 19′ 26″ N, 9° 54′ 28″ O | Buchholz (Nordh.) 403 | | 28957665 | BW   |
| 53° 19′ 26″ N, 9° 54′ 29″ O | Buchholz (Nordh.) 404 | | 28957666 | BW   |
| 53° 19′ 26″ N, 9° 54′ 28″ O | Buchholz (Nordh.) 405 | | 28957667 | BW   |
| 53° 19′ 26″ N, 9° 54′ 28″ O | Buchholz (Nordh.) 406 | Klein, im Norden durch Grenzgraben gestört. Durchmesser 5 Meter, erhaltene Höhe 0,5 Meter.                           | 28957668 | BW   |
| 53° 19′ 26″ N, 9° 54′ 27″ O | Buchholz (Nordh.) 407 | Klein, an Nordseite durch Grenzgraben geschnitten. Durchmesser 5 Meter, erhaltene Höhe 0,5 Meter.                    | 28957669 | BW   |
| 53° 19′ 26″ N, 9° 54′ 28″ O | Buchholz (Nordh.) 411 | Klein, sehr stark zerwühlt, Durchmesser 5 m und 0,4 m erhaltene Höhe.                                                | 28957673 | BW   |

### Buchholz (Nordh.) 144
- ID:28959152
- Grabhügelfeld

| Lage                        | Bezeichnung           | Beschreibung | ID       | Bild |
| --------------------------- | --------------------- | --- | -------- | ---- |
| 53° 19′ 29″ N, 9° 51′ 29″ O | Buchholz (Nordh.) 147 | Mit Eingrabung in der Mitte. An Nordseite Abgrabung. Durchmesser 10 m, erhaltene Höhe 0,9 m.                                                     | 28957530 | BW   |
| 53° 19′ 29″ N, 9° 51′ 23″ O | Buchholz (Nordh.) 151 | Grabhügelrest, durch Grundstücksgrenze und Schuppenneubau im Osten und Westen seitlich angegraben. Durchmesser ca. 10 m; erhaltene Höhe ca. 1 m. | 28957532 | BW   |
| 53° 19′ 32″ N, 9° 51′ 15″ O | Buchholz (Nordh.) 152 | Rund, restauriert, Durchmesser des wiederhergestellten Hügels 12 m, Höhe 1 m.                                                                    | 28957533 | BW   |
| 53° 19′ 31″ N, 9° 51′ 14″ O | Buchholz (Nordh.) 153 | Restauriert, datiert vermutlich in die ältere Bronzezeit. Durchmesser 12 m, erhaltene Höhe 0,8 m.                                                | 28957534 | BW   |
| 53° 19′ 34″ N, 9° 51′ 14″ O | Buchholz (Nordh.) 156 | Klein, flach, Kleiner, Durchmesser 6 m und 0,5 m erhaltene Höhe.                                                                                 | 28957535 | BW   |
| 53° 19′ 34″ N, 9° 51′ 13″ O | Buchholz (Nordh.) 157 | Sehr klein, flach, Durchmesser 3 m und 0,2 m erhaltene Höhe.                                                                                     | 28957531 | BW   |
| 53° 19′ 35″ N, 9° 51′ 14″ O | Buchholz (Nordh.) 158 | Klein, flach, Durchmesser 4 m und 0,2 m erhaltene Höhe.                                                                                          | 28957537 | BW   |
| 53° 19′ 35″ N, 9° 51′ 15″ O | Buchholz (Nordh.) 159 | Klein, flach, Durchmesser 3 m und 0,1 m erhaltene Höhe.                                                                                          | 28957538 | BW   |
| 53° 19′ 35″ N, 9° 51′ 12″ O | Buchholz (Nordh.) 160 | Stark beschädigt, Durchmesser 9 m, erhaltene Höhe 0,5 m.                                                                                         | 28957536 | BW   |
| 53° 19′ 36″ N, 9° 51′ 13″ O | Buchholz (Nordh.) 161 | Mit Eingrabung in der Mitte. Durchmesser 10 m, erhaltene Höhe 0,8 m.                                                                             | 28957539 | BW   |
| 53° 19′ 31″ N, 9° 51′ 11″ O | Buchholz (Nordh.) 163 | Rundlich. Grotte in den Hügel eingebaut. 12 m Länge und 10 m Breite, bei H. 0,7 m erhaltener Höhe.                                               | 28957540 | BW   |
| 53° 19′ 30″ N, 9° 51′ 12″ O | Buchholz (Nordh.) 164 | Grabhügelrest, Durchmesser ca. 9 m, erhaltene Höhe 0,7 m.                                                                                        | 28957541 | BW   |
| 53° 19′ 28″ N, 9° 51′ 16″ O | Buchholz (Nordh.) 165 | Groß, mit abgeflachter Kuppe und vor langer Zeit angegrabenen Rändern. Durchmesser ca. 10 m, erhaltene Höhe 0,9 m.                               | 28957542 | BW   |
| 53° 19′ 29″ N, 9° 51′ 14″ O | Buchholz (Nordh.) 166 | Abgeflacht und seitlich zerwühlt, Durchmesser 9 m. erhaltene Höhe 0,6 m.                                                                         | 28957543 | BW   |
| 53° 19′ 29″ N, 9° 51′ 14″ O | Buchholz (Nordh.) 167 | Relativ klein und flach mit Eingrabung in der Mitte. Durchmesser 7 m, erhaltene Höhe 0,8 m.                                                      | 28957544 | BW   |
| 53° 19′ 36″ N, 9° 51′ 13″ O | Buchholz (Nordh.) 249 | Rund, Durchmesser 8 m und erhaltene Höhe 0,5 m                                                                                                   | 28957653 | BW   |
| 53° 19′ 36″ N, 9° 51′ 13″ O | Buchholz (Nordh.) 251 | Rund mit Kuppenmulde. Durchmesser 10 m, erhaltene Höhe 0,3 m.                                                                                    | 28957552 | BW   |
| 53° 19′ 36″ N, 9° 51′ 11″ O | Buchholz (Nordh.) 252 | Rund, stark verflacht mit Kuppenmulde. Durchmesser ca. 10 m, erhaltene Höhe max. 0,3 m.                                                          | 28957655 | BW   |
| 53° 19′ 35″ N, 9° 51′ 12″ O | Buchholz (Nordh.) 253 | Fast rund mit Einkuhlungen an Oberfläche. Durchmesser 8 m, erhaltene Höhe 0,3 m.                                                                 | 28957545 | BW   |
| 53° 19′ 36″ N, 9° 51′ 14″ O | Buchholz (Nordh.) 255 | Rest, fast rund mit Einkuhlungen an der Oberfläche. Gartenbaulich komplett überplant. Durchmesser 10 m, erhaltene Höhe 0,3 m.                    | 28957650 | BW   |
| 53° 19′ 34″ N, 9° 51′ 15″ O | Buchholz (Nordh.) 256 | Rest, Nordwest-Südost orientiert, 25 m Länge und 5 m Breite und 0,3 m erhaltene Höhe.                                                            | 28957654 | BW   |

### Buchholz (Nordh.) 177
- ID:28959152
- Grabhügelfeld

| Lage                        | Bezeichnung           | Beschreibung                                                                                            | ID       | Bild |
| --------------------------- | --------------------- | --- | -------- | ---- |
| 53° 20′ 57″ N, 9° 54′ 38″ O | Buchholz (Nordh.) 177 | Kleiner Buckelhügel, Durchmesser 5 m und 0,3 m erhaltene Höhe.                                          | 28957546 | BW   |
| 53° 20′ 57″ N, 9° 54′ 38″ O | Buchholz (Nordh.) 178 | Kleiner Buckelhügel, 6 m Durchmesser und 0,3 m erhaltene Höhe.                                          | 28957547 | BW   |
| 53° 20′ 57″ N, 9° 54′ 40″ O | Buchholz (Nordh.) 179 | Kleiner Buckelhüge Durchmesser 5 m und 0,3 m erhaltene Höhe.                                            | 28957548 | BW   |
| 53° 20′ 56″ N, 9° 54′ 40″ O | Buchholz (Nordh.) 180 | Buckelhügel, Durchmesser 5 m und 0,3 m erhaltene Höhe.                                                  | 28957549 | BW   |
| 53° 20′ 56″ N, 9° 54′ 39″ O | Buchholz (Nordh.) 181 | Kleiner Buckelhügel, Durchmesser 5 m und 0,3 m erhaltene Höhe. Droht in die alte Kiesgrube abzustürzen. | 28957550 | BW   |

### Buchholz (Nordh.) 456
- ID:28959153
- Grabhügelfeld

| Lage                       | Bezeichnung           | Beschreibung                                                                                 | ID       | Bild |
| -------------------------- | --------------------- | -------------------------------------------------------------------------------------------- | -------- | ---- |
| 53° 18′ 7″ N, 9° 53′ 46″ O | Buchholz (Nordh.) 457 | Rund mit mittiger Eingrabung. Durchmesser 15 m, erhaltene Höhe 1 m.                          | 28957671 | BW   |
| 53° 18′ 6″ N, 9° 53′ 45″ O | Buchholz (Nordh.) 458 | Kräftig gewölbt, 15 m Durchmesser und 1 m erhaltene Höhe.                                    | 28957674 | BW   |
| 53° 18′ 5″ N, 9° 53′ 45″ O | Buchholz (Nordh.) 459 | Rund, Durchmesser 15 m und 1 m erhaltene Höhe.                                               | 28957675 | BW   |
| 53° 18′ 6″ N, 9° 53′ 43″ O | Buchholz (Nordh.) 460 | Sehr wuchtig, Durchmesser 18 m und 1,3 m erhaltene Höhe.                                     | 28957676 | BW   |
| 53° 18′ 4″ N, 9° 53′ 44″ O | Buchholz (Nordh.) 461 | Sehr wuchtig, an Südwestseite zu ca. 1/3 abgegraben. Durchmesser 17 m, erhaltene Höhe 1,4 m. | 28959773 | BW   |
| 53° 18′ 1″ N, 9° 53′ 45″ O | Buchholz (Nordh.) 463 |                                                                                              | 28959774 | BW   |
| 53° 18′ 0″ N, 9° 53′ 47″ O | Buchholz (Nordh.) 465 |                                                                                              | 28959775 | BW   |

## Dibbersen
| Lage                        | Bezeichnung             | Beschreibung | ID       | Bild |
| --------------------------- | ----------------------- | --- | -------- | ---- |
| 53° 21′ 34″ N, 9° 50′ 58″ O | Dibbersen 28, Grabhügel | Rund, Durchmesser 12 m und 0,6 m erhaltene Höhe. Kuppenmulde sowie weitere Eingrabungen.                                                                            | 28959779 | BW   |
| 53° 22′ 16″ N, 9° 49′ 25″ O | Dibbersen 31, Grabhügel | Breit, flach, von Pflanzfurchen überzogen. Am südlichen Rand vier Granitsteine sichtbar. Durchmesser 13 m, erhaltene Höhe 0,7 m.                                    | 28959788 | BW   |
| 53° 22′ 9″ N, 9° 49′ 13″ O  | Dibbersen 32, Grabhügel | Flach, rundlich, von Steinräubern stark zergraben, Durchmesser 14 m, erhaltene Höhe 0,6 m. An der Westseite ein Rillenstein von 0,9 × 0,6 m mit 0,3 m tiefer Rille. | 28959789 | BW   |
| 53° 22′ 10″ N, 9° 49′ 14″ O | Dibbersen 33, Grabhügel | Flach, aber deutlich abgesetzt, Durchmesser 8 m, erhaltene Höhe 0,4 m.                                                                                              | 28959791 | BW   |
| 53° 22′ 14″ N, 9° 49′ 32″ O | Dibbersen 34, Grabhügel | Rundlich, stark zerwühlt, 11 m Durchmesser und 0,8 m erhaltene Höhe.                                                                                                | 28959792 | BW   |
| 53° 22′ 10″ N, 9° 49′ 49″ O | Dibbersen 35, Grabhügel | Rund mit Eingrabung in der Mitte. Über den Hügel eine Fahrspur. Durchmesser 12 m, erhaltene Höhe 0,5 m.                                                             | 28959794 | BW   |
| 53° 20′ 36″ N, 9° 50′ 22″ O | Dibbersen 36, Grabhügel | Sehr zerwühlt, flach, Durchmesser 12 m, erhaltene Höhe 0,60 m. | 28960034 | BW   |
| 53° 21′ 49″ N, 9° 49′ 48″ O | Dibbersen 38, Grabhügel | Oval, Länge Ost-West 15 m, Breite 10 m, 0,5 m erhaltene Höhe. | 28959795 | BW   |
| 53° 22′ 22″ N, 9° 49′ 12″ O | Dibbersen 41, Grabhügel | Flach, steinig, Durchmesser 12 m, erhaltene Höhe 0,7 m. | 28959798 | BW   |

## Holm
| Lage                        | Bezeichnung        | Beschreibung | ID       | Bild |
| --------------------------- | ------------------ | --- | -------- | ---- |
| 53° 14′ 47″ N, 9° 54′ 19″ O | Holm 1, Wegespuren | Tief ausgefahrene Hohlwege, die von der Gemarkung Lüllau im Norden durch die Gemarkung Holm nach Südosten in die Gemarkung Wehlen verlaufen. Besonders ausgeprägt sind sie nördlich des Baches in der Gem. Holm. Hier eine alte Furt durch den Weseler Bach. | 28984630 | BW   |
| 53° 14′ 46″ N, 9° 54′ 12″ O | Holm 1, Wegespuren | | 36157570 | BW   |

## Seppensen
| Lage                        | Bezeichnung            | Beschreibung | ID       | Bild |
| --------------------------- | ---------------------- | --- | -------- | ---- |
| 53° 18′ 21″ N, 9° 52′ 4″ O  | Seppensen 2, Grabhügel | Sehr breit mit großer, alter Eingrabung in der Mitte. Durchmesser 22 m, erhaltene Höhe 1 m.                                                                                               | 28959799 | BW   |
| 53° 17′ 9″ N, 9° 53′ 12″ O  | Seppensen 6, Grabhügel | Breit, relativ flach, Kuppe stark abgeflacht, dezentrale große alte Eingrabung stört. Durchmesser 20 m, erhaltene Höhe 1 m.                                                               | 28959802 | BW   |
| 53° 17′ 10″ N, 9° 53′ 14″ O | Seppensen 7, Grabhügel | Rund, im Süden und Südosten für die Anlage eines Weges abgetragen. Im Norden weitere alte Eingrabung. Quer über den Hügel moderner Grenzzaun. Durchmesser ca. 10 m, erhaltene Höhe 0,8 m. | 28959900 | BW   |
| 53° 17′ 15″ N, 9° 52′ 53″ O | Seppensen 8, Grabhügel | Gleichmäßig gewölbt in Spornlage. Durchmesser 10 m, erhaltene Höhe 0,8 m. | 28959901 | BW   |

## Sprötze
| Lage                        | Bezeichnung              | Beschreibung | ID       | Bild |
| --------------------------- | ------------------------ | --- | -------- | ---- |
| 53° 18′ 57″ N, 9° 50′ 44″ O | Sprötze 1, Großsteingrab | Reste, eine Nachgrabung des NLD konnte noch 4 Trägersteine nachweisen, von denen sich 3 in Originallage befanden. | 28959908 | BW   |
| 53° 18′ 18″ N, 9° 50′ 28″ O | Sprötze 6, Grabhügel     | Breit mit alter Eingrabung in der Mitte und zerwühlter Oberfläche. Durchmesser 12 m, erhaltene Höhe 1 m.          | 28959911 | BW   |
| 53° 18′ 24″ N, 9° 50′ 33″ O | Sprötze 7, Grabhügel     | Zerwühlt, alte Eingrabung in der Mitte mit Sperrmüll gefüllt. Durchmesser 10 m, erhaltene Höhe 0,7 m.             | 28959909 | BW   |
| 53° 18′ 25″ N, 9° 50′ 28″ O | Sprötze 8, Grabhügel     | Leicht oval mit alten Abgrabungen. Größe: 13 m × 10 m, bei 1 m erhaltener Höhe.                                   | 28959913 | BW   |
| 53° 18′ 26″ N, 9° 50′ 28″ O | Sprötze 9, Grabhügel     | Klein mit scharf abgesetztem Rand und kleiner Eingrabung in der Mitte. Durchmesser 5 m, erhaltene Höhe 0,6 m.     | 28959912 | BW   |
| 53° 18′ 27″ N, 9° 50′ 26″ O | Sprötze 10, Grabhügel    | Ehemals rund, von Südost beinahe zur Hälfte abgegraben. Durchmesser 10 m, erhaltene Höhe 0,8 m.                   | 28959916 | BW   |
| 53° 18′ 18″ N, 9° 50′ 30″ O | Sprötze 11, Grabhügel    | Wuchtig, Durchmesser 15 m und 1,2 m erhaltene Höhe.                                                               | 28959917 | BW   |
| 53° 18′ 12″ N, 9° 50′ 22″ O | Sprötze 13, Grabhügel    | Wuchtig, Durchmesser 15 m und 1,2 m erhaltene Höhe.                                                               | 28959918 | BW   |

### Sprötze 12
- ID:28951611
- Grabhügelfeld

| Lage                        | Bezeichnung | Beschreibung | ID       | Bild |
| --------------------------- | ----------- | --- | -------- | ---- |
| 53° 18′ 23″ N, 9° 50′ 20″ O | Sprötze 12  | Flach, unscheinbar, Durchmesser 10 m und 0,6 m erhaltene Höhe. | 28951612 | BW   |
| 53° 18′ 20″ N, 9° 50′ 10″ O | Sprötze 15  | Rund mit flacher Kuppenmulde und Einkuhlung an Südostseite. Durchmesser 10 m, erhaltene Höhe 0,7 m.                                                                  | 28951613 | BW   |
| 53° 18′ 20″ N, 9° 50′ 10″ O | Sprötze 16  | Rund, wuchtig, ca. 12 Meter Durchmesser und ca. 1,6 Meter erhaltene Höhe.                                                                                            | 28951614 | BW   |
| 53° 18′ 20″ N, 9° 50′ 17″ O | Sprötze 17  | Wuchtig, Südseite zu ca. 1/3 abgegraben, genauso wie die darunterliegende Düne, eine flache Grube entstand. Durchmesser 15 m, erhaltene Höhe 1,4 m.                  | 28951615 | BW   |
| 53° 18′ 22″ N, 9° 50′ 17″ O | Sprötze 18  | Rundlich mit Eingrabungen von beraubtem Steinkranz. Durchmesser 12 m, erhaltene Höhe 0,7 m.                                                                          | 28951616 | BW   |
| 53° 18′ 19″ N, 9° 50′ 2″ O  | Sprötze 38  | Annähernd rund mit unregelmäßiger Oberfläche mit Rodungsresten durch Forstarbeiten. Durchmesser 7 m, erhaltene Höhe 0,5 m.                                           | 28951617 | BW   |
| 53° 18′ 17″ N, 9° 50′ 3″ O  | Sprötze 39  | Rund mit unregelmäßige Oberfläche und Störungen durch Forstarbeiten. Durchmesser 6 m, erhaltene Höhe 0,6 m.                                                          | 28951618 | BW   |
| 53° 18′ 16″ N, 9° 50′ 5″ O  | Sprötze 40  | Rund mit unregelmäßiger Oberfläche und Störungen durch Forstarbeiten. Durchmesser 8 m, erhaltene Höhe 0,7 m.                                                         | 28951619 | BW   |
| 53° 18′ 17″ N, 9° 50′ 8″ O  | Sprötze 41  | Annähernd rund mit unregelmäßiger Oberfläche mit Störungen durch Forstarbeiten. Am südöstlichen Rand Windwurf. Durchmesser 7 m, erhaltene Höhe ca. 0,5 m.            | 28951620 | BW   |
| 53° 18′ 18″ N, 9° 50′ 8″ O  | Sprötze 42  | Annähernd rund mit unregelmäßiger Oberfläche mit Störungen durch Forstarbeiten. Durchmesser ca. 6,5 m, erhaltene Höhe bis 0,6 m.                                     | 28951621 | BW   |
| 53° 18′ 19″ N, 9° 50′ 8″ O  | Sprötze 43  | Unförmiger Rest. Unregelmäßige Oberfläche, zahlreiche Einsekungen. Durchmesser 7 m, erhaltene Höhe bis zu 0,5 m.                                                     | 28951622 | BW   |
| 53° 18′ 20″ N, 9° 50′ 9″ O  | Sprötze 44  | Rund mit unregelmäßiger Oberfläche mit Rodungsresten durch Forstarbeiten. Durchmesser 6,5 m, erhaltene Höhe bis zu 0,8 m                                             | 28951623 | BW   |
| 53° 18′ 16″ N, 9° 50′ 10″ O | Sprötze 45  | Unregelmäßige Oberfläche und Störungen durch Forstarbeiten. Durchmesser ca. 9 m, erhaltene Höhe bis zu 0,4 m.                                                        | 28951624 | BW   |
| 53° 18′ 17″ N, 9° 50′ 10″ O | Sprötze 46  | Annähernd rund mit unregelmäßiger Oberfläche mit Rodungsresten durch Forstarbeiten. Durchmesser 8 m, erhaltene Höhe bis zu 0,7 m.                                    | 28951625 | BW   |
| 53° 18′ 17″ N, 9° 50′ 14″ O | Sprötze 47  | Annähernd rund mit unregelmäßiger Oberfläche mit Rodungsresten durch Forstarbeiten. Durchmesser 6,5 m, erhaltene Höhe ca. 0,4 m.                                     | 28951626 | BW   |
| 53° 18′ 18″ N, 9° 50′ 13″ O | Sprötze 48  | Rund mit unregelmäßiger Oberfläche mit Rodungsresten durch Forstarbeiten. Durchmesser 7 m, erhaltene Höhe 0,4 m.                                                     | 28951627 | BW   |
| 53° 18′ 20″ N, 9° 50′ 12″ O | Sprötze 49  | Rund mit unregelmäßiger Oberfläche mit Rodungsresten durch Forstarbeiten. Durchmesser 8 m, erhaltene Höhe bis zu 1,0 m.                                              | 28951628 | BW   |
| 53° 18′ 20″ N, 9° 50′ 14″ O | Sprötze 50  | Annähernd rund mit unregelmäßiger Oberfläche mit Rodungsresten durch Forstarbeiten. Durchmesser 8 m, erhaltene Höhe bis zu 1,0 m.                                    | 28951724 | BW   |
| 53° 18′ 19″ N, 9° 50′ 15″ O | Sprötze 51  | Rund mit unregelmäßiger Oberfläche mit Rodungsresten durch Forstarbeiten. Am südlichen Hügelfuß Granitfindling sichtbar. Durchmesser 11 m, erhaltene Höhe ca. 0,8 m. | 28951725 | BW   |
| 53° 18′ 20″ N, 9° 50′ 1″ O  | Sprötze 52  | Ehemals rund mit unregelmäßiger Oberfläche und Störungen durch Forstarbeiten. Östlicher Saum teilweise abgetragen. Durchmesser 9 m, erhaltene Höhe bis zu 0,7 m.     | 28951726 | BW   |

### Sprötze 22
- ID:28959906
- Grabhügelfeld

| Lage                        | Bezeichnung | Beschreibung | ID       | Bild |
| --------------------------- | ----------- | --- | -------- | ---- |
| 53° 17′ 48″ N, 9° 48′ 3″ O  | Sprötze 22  | Kräftig gewölbt, Durchmesser 15 m und erhaltenen Höhe 1,2 m.                                                                                       | 28959919 | BW   |
| 53° 17′ 48″ N, 9° 48′ 1″ O  | Sprötze 23  | Wuchtig, Durchmesser 15 m und erhaltenen Höhe 1,4 m.                                                                                               | 28959915 | BW   |
| 53° 17′ 49″ N, 9° 48′ 7″ O  | Sprötze 24  | Rundlich, Nordseite abgegraben. Durchmesser 10 m, erhaltene Höhe 0,5 m.                                                                            | 28959921 | BW   |
| 53° 17′ 47″ N, 9° 47′ 53″ O | Sprötze 25  | Sanft gewölbt, rund, Durchmesser 10 m und 0,8 m erhaltener Höhe.                                                                                   | 28959922 | BW   |
| 53° 17′ 47″ N, 9° 47′ 55″ O | Sprötze 26  | Breit, wuchtig mit großer Eingrabung (3 × 5 m) in der Mitte, vermutlich ein moderner Unterstand. Durchmesser 18 m, erhaltene Höhe 1,4 m.           | 28959923 | BW   |
| 53° 17′ 46″ N, 9° 47′ 58″ O | Sprötze 27  | Breit gewölbt mit alter Abgrabung im Südwesten. Durchmesser 12 m, erhaltene Höhe 0,8 m.                                                            | 28959924 | BW   |
| 53° 17′ 46″ N, 9° 47′ 55″ O | Sprötze 28  | Rest eines runden Grabhügels, umlaufend Kräftiger Ausbruchgraben des geraubten Steinkranzes, Mitte intakt. Durchmesser 12 m, erhaltene Höhe 1,5 m. | 28959925 | BW   |
| 53° 17′ 46″ N, 9° 47′ 50″ O | Sprötze 30  | Kräftig gewölbt, über die Mitte eine Schneise. Durchmesser 12 m, erhaltene Höhe 1,5 m.                                                             | 28959920 | BW   |
| 53° 17′ 47″ N, 9° 47′ 49″ O | Sprötze 31  | Nord-Süd orientiert, Zentrale Mulde, Länge 27 m, Breite 13 m und 1,3 m erhaltene Höhe.                                                             | 28959927 | BW   |

## Steinbeck
| Lage                        | Bezeichnung             | Beschreibung | ID       | Bild |
| --------------------------- | ----------------------- | --- | -------- | ---- |
| 53° 20′ 40″ N, 9° 50′ 54″ O | Steinbeck 8, Grabhügel  | Rund, gleichmäßig gewölbt, Durchmesser 15 m, erhaltene Höhe 0,8 m.                                                                             | 28960026 | BW   |
| 53° 20′ 41″ N, 9° 50′ 54″ O | Steinbeck 12, Grabhügel | Sanft gewölbt, rund, Durchmesser 10 m und 0,6 m erhaltene Höhe.                                                                                | 28960027 | BW   |
| 53° 20′ 11″ N, 9° 50′ 38″ O | Steinbeck 39, Grabhügel | Rest. Abgeflachte Kuppe mit Erhöhung im Zentrum. Wahrscheinlich wurde hier ein Steinkreis geraubt. Durchmesser ca. 15 m, erhaltene Höhe 0,6 m. | 28960035 | BW   |
| 53° 20′ 12″ N, 9° 50′ 42″ O | Steinbeck 40, Grabhügel | Rund mit sehr großer, zentraler Eingrabung (Durchmesser ca. 4 m). Durchmesser 15 m, erhaltene Höhe 1,4 m.                                      | 28960036 | BW   |
| 53° 20′ 48″ N, 9° 50′ 55″ O | Steinbeck 48, Grabhügel | Rund, flach gewölbt, 10 m Durchmesser und 0,6 m erhaltene Höhe.                                                                                | 28960037 | BW   |

### Steinbeck 30
- ID:28960025
- Grabhügelfeld

| Lage                        | Bezeichnung                 | Beschreibung | ID       | Bild           |
| --------------------------- | --------------------------- | --- | -------- | -------------- |
| 53° 20′ 40″ N, 9° 50′ 22″ O | Steinbeck 30, Großsteingrab | Wuchtiger, länglicher Hügel, der die Reste eines zerstörten Großsteingrabes enthält. Das Grab wurde 1836-1840 abgebaut und die Steine als Baumaterial nach Hamburg verkauft. Länge ca. 45 m, Breite 14 m. Bis zu 1,7 m hoch. | 28960029 | Weitere Bilder |
| 53° 20′ 38″ N, 9° 50′ 21″ O | Steinbeck 31                | Rund, wuchtig mit einer Eingrabung in der Mitte. Durchmesser 15 m, erhaltene Höhe 1,6 m. | 28960028 | BW             |
| 53° 20′ 38″ N, 9° 50′ 20″ O | Steinbeck 32                | Steil mit großer, alter Eingrabung in der Mitte. Durchmesser 13 m, erhaltene Höhe 1,6 m. | 28960030 | BW             |
| 53° 20′ 39″ N, 9° 50′ 17″ O | Steinbeck 33                | Sehr zerwühlt, Durchmesser 12 m und 0,7 m erhaltene Höhe. | 28960031 | BW             |
| 53° 20′ 38″ N, 9° 50′ 17″ O | Steinbeck 34                | Rund, flach gewölbt, Durchmesser ca. 10 m und 0,6 m erhaltene Höhe. | 28960032 | BW             |
| 53° 20′ 37″ N, 9° 50′ 20″ O | Steinbeck 35                | Wuchtig mit alter Eingrabung in der Mitte. Durchmesser 12 m, erhaltene Höhe 1,2 m. | 28960033 | BW             |
| 53° 20′ 36″ N, 9° 50′ 22″ O | Steinbeck 36, Grabhügel     | Sehr zerwühlt, flach, Durchmesser 12 m, erhaltene Höhe 0,60 m. | 28960034 | BW             |

### Buchholz 1
- ID:28951521
- Grabhügelfeld

| Lage                        | Bezeichnung  | Beschreibung                                                  | ID       | Bild |
| --------------------------- | ------------ | ------------------------------------------------------------- | -------- | ---- |
| 53° 20′ 34″ N, 9° 52′ 7″ O  | Steinbeck 52 | Sehr klein, flach, Durchmesser 4 m und 0,2 m erhaltene Höhe.  | 28960038 | BW   |
| 53° 20′ 34″ N, 9° 52′ 7″ O  | Steinbeck 53 | Sehr klein, flach, Durchmesser 4 m und 0,15 m erhaltene Höhe. | 28960039 | BW   |
| 53° 20′ 34″ N, 9° 52′ 6″ O  | Steinbeck 54 | Sehr klein, flach, Durchmesser 5 m und 0,2 m erhaltene Höhe.  | 28960040 | BW   |
| 53° 20′ 33″ N, 9° 52′ 7″ O  | Steinbeck 55 | Sehr klein, flach, Durchmesser 5 m und 0,3 m erhaltene Höhe.  | 28960041 | BW   |
| 53° 20′ 33″ N, 9° 52′ 6″ O  | Steinbeck 56 | Sehr klein, flach, Durchmesser 5 m und 0,3 m erhaltene Höhe.  | 28960042 | BW   |
| 53° 20′ 33″ N, 9° 52′ 7″ O  | Steinbeck 57 | Sehr klein, flach, Durchmesser 3 m und 0,2 m erhaltene Höhe.  | 28960043 | BW   |
| 53° 20′ 34″ N, 9° 52′ 6″ O  | Steinbeck 58 | Sehr klein, flach, Durchmesser 3 m und 0,2 m erhaltene Höhe.  | 28959928 | BW   |
| 53° 20′ 34″ N, 9° 52′ 6″ O  | Steinbeck 61 | Sehr klein, flach, Durchmesser 4 m und 0,3 m erhaltene Höhe.  | 28960044 | BW   |
| 53° 20′ 33″ N, 9° 52′ 5″ O  | Steinbeck 62 | Sehr klein, flach, Durchmesser 5 m und 0,3 m erhaltene Höhe.  | 28960045 | BW   |
| 53° 20′ 33″ N, 9° 52′ 5″ O  | Steinbeck 63 | Sehr klein, flach, Durchmesser 5 m und 0,3 m erhaltene Höhe.  | 28960046 | BW   |
| 53° 20′ 33″ N, 9° 52′ 5″ O  | Steinbeck 64 | Sehr klein, flach, Durchmesser 4 m und 0,3 m erhaltene Höhe.  | 28960047 | BW   |
| 53° 20′ 33″ N, 9° 52′ 5″ O  | Steinbeck 65 | Sehr klein, flach, Durchmesser 3 m und 0,2 m erhaltene Höhe.  | 28960048 | BW   |
| 53° 20′ 33″ N, 9° 52′ 5″ O  | Steinbeck 66 | Sehr klein, flach, Durchmesser 3 m und 0,15 m erhaltene Höhe. | 28960049 | BW   |
| 53° 20′ 34″ N, 9° 52′ 5″ O  | Steinbeck 67 | Sehr klein, flach, Durchmesser 5 m und 0,3 m erhaltene Höhe.  | 28960050 | BW   |
| 53° 20′ 34″ N, 9° 52′ 5″ O  | Steinbeck 68 | Sehr klein, flach, Durchmesser 3 m und 0,2 m erhaltene Höhe.  | 28960051 | BW   |
| 53° 20′ 34″ N, 9° 52′ 4″ O  | Steinbeck 69 | Sehr klein, flach, Durchmesser 3 m und 0,2 m erhaltene Höhe.  | 28960144 | BW   |
| 53° 20′ 33″ N, 9° 52′ 5″ O  | Steinbeck 70 | Sehr klein, flach, Durchmesser 4 m und 0,3 m erhaltene Höhe.  | 28960145 | BW   |
| 53° 20′ 33″ N, 9° 52′ 5″ O  | Steinbeck 71 | Sehr klein, flach, Durchmesser 4 m und 0,25 m erhaltene Höhe. | 28960146 | BW   |
| 53° 20′ 33″ N, 9° 52′ 4″ O  | Steinbeck 72 | Sehr klein, flach, Durchmesser 4 m und 0,25 m erhaltene Höhe. | 28960147 | BW   |
| 53° 20′ 33″ N, 9° 52′ 3″ O  | Steinbeck 73 | Sehr klein, flach, Durchmesser 4 m und 0,3 m erhaltene Höhe.  | 28960148 | BW   |
| 53° 20′ 33″ N, 9° 52′ 3″ O  | Steinbeck 74 | Flach, Durchmesser 8 m und 0,4 m erhaltene Höhe.              | 28960149 | BW   |
| 53° 20′ 33″ N, 9° 52′ 3″ O  | Steinbeck 75 | Sehr klein, flach, Durchmesser 5 m und 0,3 m erhaltene Höhe.  | 28960150 | BW   |
| 53° 20′ 34″ N, 9° 52′ 3″ O  | Steinbeck 76 | Sehr klein, flach, Durchmesser 5 m und 0,3 m erhaltene Höhe.  | 28960151 | BW   |
| 53° 20′ 33″ N, 9° 52′ 4″ O  | Steinbeck 77 | Sehr klein, flach, Durchmesser 4 m und 0,3 m erhaltene Höhe.  | 28960152 | BW   |
| 53° 20′ 34″ N, 9° 52′ 4″ O  | Steinbeck 78 | Sehr klein, flach, Durchmesser 3 m und 0,2 m erhaltene Höhe.  | 28960153 | BW   |
| 53° 20′ 33″ N, 9° 52′ 4″ O  | Steinbeck 79 | Sehr klein, flach, Durchmesser 3 m und 0,2 m erhaltene Höhe.  | 28960154 | BW   |
| 53° 20′ 32″ N, 9° 52′ 4″ O  | Steinbeck 80 | Sehr klein, flach, Durchmesser 4 m und 0,2 m erhaltene Höhe.  | 28960155 | BW   |
| 53° 20′ 34″ N, 9° 52′ 3″ O  | Steinbeck 81 | Rund, gewölbt, Durchmesser 13 m und 0,5 m erhaltene Höhe.     | 28960156 | BW   |
| 53° 20′ 33″ N, 9° 52′ 3″ O  | Steinbeck 82 | Klein, flach, Durchmesser 5 m und 0,3 m erhaltene Höhe.       | 28960157 | BW   |
| 53° 20′ 32″ N, 9° 52′ 2″ O  | Steinbeck 83 | Rund, flach, Durchmesser 12 m und 0,5 m erhaltene Höhe.       | 28960158 | BW   |
| 53° 20′ 33″ N, 9° 52′ 2″ O  | Steinbeck 84 | Klein, flach, Durchmesser 5 m und 0,3 m erhaltene Höhe.       | 28960159 | BW   |
| 53° 20′ 36″ N, 9° 52′ 10″ O | Steinbeck 87 | Klein, unscheinbar, Durchmesser 5 m, erhaltene Höhe 0,3 m.    | 28960160 | BW   |
| 53° 20′ 33″ N, 9° 52′ 6″ O  | Steinbeck 94 | Sehr klein, flach, Durchmesser 4 m und 0,2 m erhaltene Höhe.  | 28960161 | BW   |

## Trelde
| Lage                        | Bezeichnung          | Beschreibung | ID       | Bild |
| --------------------------- | -------------------- | --- | -------- | ---- |
| 53° 18′ 30″ N, 9° 47′ 19″ O | Trelde 10, Grabhügel | Breit mit trichterartiger Kuppenmulde. Durchmesser 15 m, erhaltene Höhe 1,2 m.                                    | 28960162 | BW   |
| 53° 18′ 32″ N, 9° 47′ 23″ O | Trelde 11, Grabhügel | Gleichmäßig gewölbt, Durchmesser 12 m und 1 m erhaltene Höhe.                                                     | 28960163 | BW   |
| 53° 18′ 32″ N, 9° 47′ 25″ O | Trelde 12, Grabhügel | Klein mit trichterartiger Kuppenmulde, Durchmesser 8 m, erhaltene Höhe 0,4 m.                                     | 28960164 | BW   |
| 53° 18′ 32″ N, 9° 47′ 26″ O | Trelde 13, Grabhügel | Flach gewölbt, 10 m Durchmesser und 0,5 m erhaltene Höhe.                                                         | 28960165 | BW   |
| 53° 18′ 32″ N, 9° 47′ 28″ O | Trelde 14, Grabhügel | Mit Einkuhlungen an Oberfläche und trichterförmiger Kuppenmulde. Durchmesser 10 m, erhaltene Höhe 0,7 m.          | 28960166 | BW   |
| 53° 18′ 21″ N, 9° 50′ 38″ O | Trelde 20, Grabhügel | Stark zerwühlt, Durchmesser 13 m, erhaltene Höhe 1 m.                                                             | 28960168 | BW   |
| 53° 18′ 30″ N, 9° 47′ 19″ O | Trelde 21, Grabhügel | Stark zerwühlte Oberfläche. Rand läuft flach aus, Kuppe trägt eine Mulde. Durchmesser 16 m, erhaltene Höhe 0,7 m. | 28960169 | BW   |